# Komenda Rejonu Uzupełnień Drohobycz

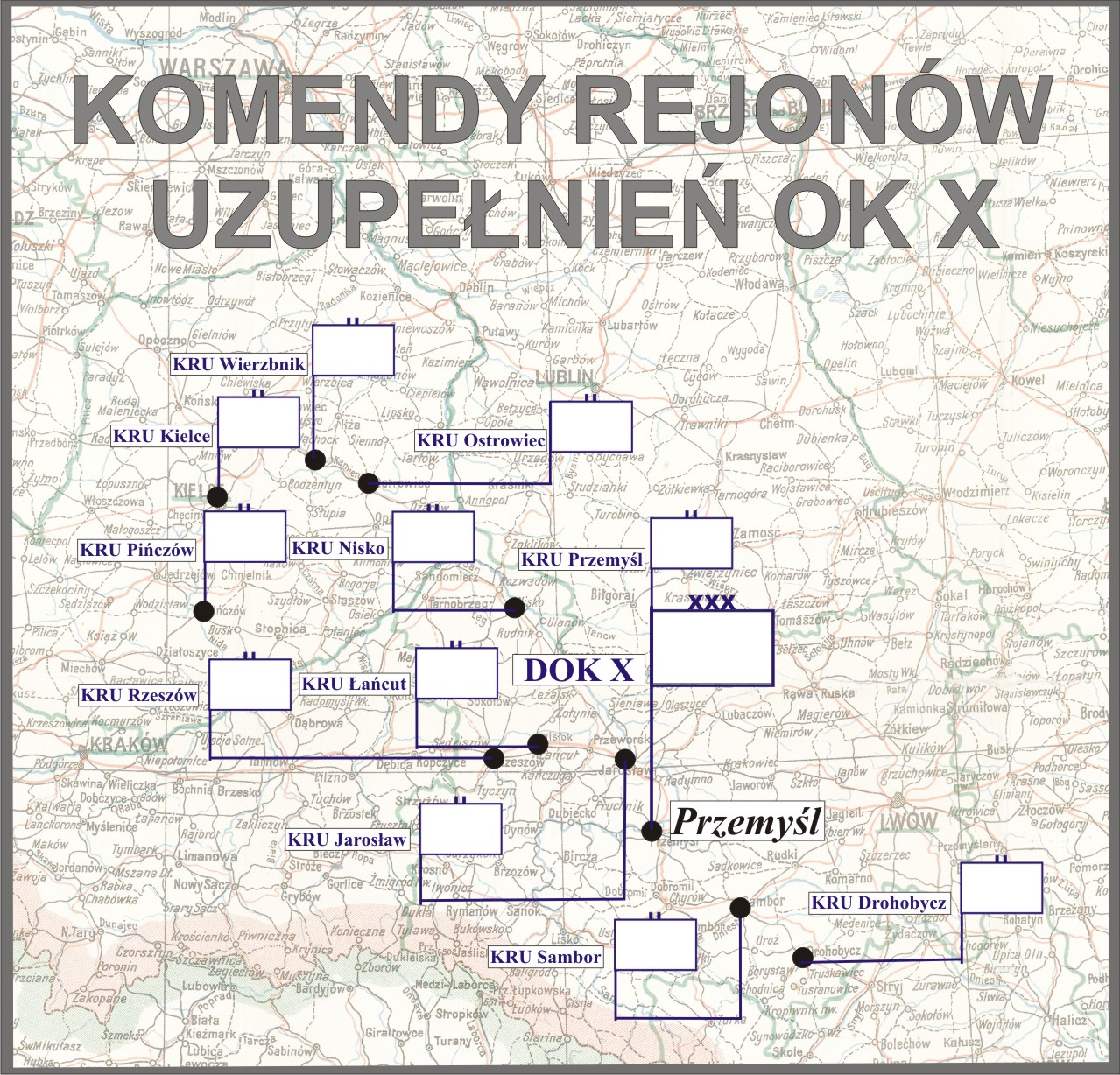
Komendy rejonów uzupełnień OK X

Komenda Rejonu Uzupełnień Drohobycz (KRU Drohobycz) – organ wojskowy właściwy w sprawach uzupełnień Sił Zbrojnych II Rzeczypospolitej i administracji rezerw w powierzonym mu rejonie.

## Historia komendy
Z dniem 1 października 1927 roku minister spraw wojskowych utworzył na terenie Okręgu Korpusu Nr X Powiatową Komendę Uzupełnień Drohobycz, która objęła swoją właściwością powiat drohobycki, którym do tego czasu administrowała PKU Stryj.
PKU Drohobycz funkcjonowała na podstawie ustawy z dnia 23 maja 1924 roku o powszechnym obowiązku służby wojskowej oraz rozporzadzeń wykonawczych do tejże ustawy, a także „Tymczasowej instrukcji służbowej dla PKU”, wprowadzonej do użytku rozkazem MSWojsk. Dep. Piech. L. 100/26 Pob.
Zadania i organizacja PKU określone zostały w wydanej 27 maja 1925 roku instrukcji organizacyjnej służby poborowej na stopie pokojowej. W skład PKU Drohobycz wchodziły dwa referaty: I) referat administracji rezerw i II) referat poborowy.
W marcu 1930 roku PKU Drohobycz nadal podlegała Dowództwu Okręgu Korpusu Nr X w Przemyślu i administrowała powiatem drohobyckim. W grudniu tego roku PKU Drohobycz posiadała skład osobowy typ III.
1 lipca 1938 roku weszła w życie nowa organizacja służby uzupełnień, zgodnie z którą dotychczasowa PKU Drohobycz została przemianowana na Komendę Rejonu Uzupełnień Drohobycz przy czym nazwa ta zaczęła obowiązywać 1 września 1938 roku, z chwilą wejścia w życie ustawy z dnia 9 kwietnia 1938 roku o powszechnym obowiązku wojskowym. Obok wspomnianej ustawy i rozporządzeń wykonawczych do niej, działalność KRU Drohobycz normowały przepisy służbowe MSWojsk. D.D.O. L. 500/Org. Tjn. Organizacja służby uzupełnień na stopie pokojowej z 13 czerwca 1938 roku. Zgodnie z tymi przepisami komenda rejonu uzupełnień była organem wykonawczym służby uzupełnień .
Komendant rejonu uzupełnień w sprawach dotyczących uzupełnień Sił Zbrojnych i administracji rezerw podlegał bezpośrednio dowódcy Okręgu Korpusu Nr X, który był okręgowym organem kierowniczym służby uzupełnień. Rejon uzupełnień nie uległ zmianie i nadal obejmował powiat drohobycki.
W latach 1937–1938 major Młotek był prezesem, a porucznik Chaberski sekretarzem Wojskowo-Cywilnego Klubu Sportowego „Junak” Drohobycz.

## Obsada personalna
Poniżej przedstawiono wykaz oficerów zajmujących stanowisko komendanta Powiatowej Komendy Uzupełnień i komendanta rejonu uzupełnień oraz wykaz osób funkcyjnych pełniących służbę w PKU i KRU Drohobycz, z uwzględnieniem najważniejszej zmiany organizacyjnej przeprowadzonej w 1938 roku.
| Komendanci                             | Komendanci              | Komendanci                       |
| -------------------------------------- | ----------------------- | -------------------------------- |
| Stopień, imię i nazwisko               | Okres pełnienia funkcji | Kolejne stanowisko (dalsze losy) |
| ppłk piech. Tadeusz Głodziński         | IV 1928 – III 1929      | dyspozycja dowódcy OK X          |
| mjr piech. Fryderyk Choms              | III 1929 – 31 VIII 1935 | stan spoczynku                   |
| mjr adm. (piech.) dr Mieczysław Młotek | VIII 1935 – IX 1939     | służba w PSZ n Zachodzie         |

| Obsada pozostałych stanowisk funkcyjnych PKU w latach 1927–1938 | Obsada pozostałych stanowisk funkcyjnych PKU w latach 1927–1938 | Obsada pozostałych stanowisk funkcyjnych PKU w latach 1927–1938 | Obsada pozostałych stanowisk funkcyjnych PKU w latach 1927–1938 |
| --------------------------------------------------------------- | --------------------------------------------------------------- | --------------------------------------------------------------- | --------------------------------------------------------------- |
| kierownik I referatu administracji rezerw i zastępca komendanta | kpt. piech. Władysław Antoni Pollak                             | VII 1927 – 1 IX 1932                                            | kierownik I referatu PKU Stryj                                  |
| kierownik I referatu administracji rezerw i zastępca komendanta | kpt. piech. dr Mieczysław Młotek                                | IX 1932 – VIII 1935                                             | komendant PKU                                                   |
| kierownik II referatu poborowego                                | kpt. piech. Władysław Pasierb                                   | VII – X 1927                                                    | kierownik referatu II PKU Jasło                                 |
| kierownik II referatu poborowego                                | kpt. piech. Ernest Franciszek Rogoziński                        | IX 1930 – 1935                                                  | kierownik I referatu                                            |
| referent                                                        | por. kanc. Michał Michalski                                     | VII 1927 – VII 1928                                             | referent PKU Sambor                                             |
| referent                                                        | kpt. piech. Kazimierz Władysław Świdziński                      | VII 1929 – IX 1930                                              | kierownik II referatu PKU Wołkowysk                             |
| Obsada pozostałych stanowisk funkcyjnych KRU w latach 1938–1939 |                                                                 |                                                                 |                                                                 |
| kierownik I referatu ewidencji                                  | kpt. adm. (piech.) Ernest Franciszek Rogoziński                 | VI 1938 – 1939                                                  |                                                                 |
| kierownik II referatu uzupełnień                                | por. / kpt. adm. (piech.) Feliks Chaberski                      | był w 1937 i w III 1939                                         | służba w PSZ na Zachodzie                                       |